# Muhammetkaly Abulgazev
Muhammetkaly Düyşekeeviç Abulgazev (en kirghize : Мухамметкалый Абулгазиев), né le 20 janvier 1968 à Kotchkor, est un homme d'État kirghize. Il est le Premier ministre par intérim du 22 au 26 août 2017, puis Premier ministre en titre du 20 avril 2018 au 15 juin 2020.
Peu après son départ du gouvernement, il est arrêté pour corruption.

## Biographie
Il est né le 20 janvier 1968 à Kotchkor.
Muhammetkaly Abulgazev est un homme politique indépendant. De 2016 à 2017, il est premier vice-Premier ministre dans le gouvernement de Sooronbay Jeenbekov. Lorsque celui-ci démissionne pour participer à l'élection présidentielle kirghize de 2017, il est nommé Premier ministre par intérim.
Le 20 avril 2018, le gouvernement de Sapar Isakov est renversé par une motion de censure avec 101 votes sur un total de 112. Ce renvoi complète une série de changements politiques remplaçant des alliés de l'ancien président Almazbek Atambaev par des politiciens loyaux à son successeur Sooronbay Jeenbekov. Muhammetkaly Abulgazev, considéré comme plus proche du nouveau président, succède rapidement à Sapar Isakov.
Il démissionne le 15 juin, sur fond d'accusations de corruption. Le vice-Premier ministre sortant, Koubatbek Boronov, lui succède, jusqu'aux élections législatives kirghizes d'octobre 2020. Il est arrêté le 27 janvier 2021.